# Autriche aux Jeux olympiques d'été de 1936
L'Autriche a participé aux Jeux olympiques d'été pour la neuvième fois aux Jeux olympiques d'été de 1936 à Berlin avec une délégation de 176 athlètes remportant 13 médailles (4 en or, 6 en argent et 3 en bronze), se situant à la onzième place des nations au tableau des médailles.

## Médailles d'or
| Sport              | Discipline                     | Sportifs                   | Performance   |
| Médailles d'or : 4 |                                |                            |               |
| Canoë-kayak        | K-1 - 1 000 m (H)              | Gregor Hradetzky           | 4 min 22 s 9  |
| Canoë-kayak        | K-2 - 1 000 m (H)              | Adolf Kainz Alfons Dorfner | 4 min 03 s 8  |
| Canoë-kayak        | K-1 démontable - 10 000 m (H)  | Gregor Hradetzky           | 50 min 01 s 2 |
| Haltérophilie      | Poids légers (jusqu'à 67.5 kg) | Robert Fein                | 342,50 kg     |

## Médailles d'argent
| Sport                  | Discipline         | Sportifs | Performance   |
| Médailles d'argent : 6 |                    | |               |
| Aviron                 | Skiff (H)          | Josef Hasenöhrl | 8 min 25 s 8  |
| Canoë-kayak            | C-2 - 1 000 m (H)  | Josef Kampfl Alois Edletitsch | 4 min 53 s 8  |
| Canoë-kayak            | K-1 - 10 000 m (H) | Fritz Landertinger | 46 min 14 s 7 |
| Canoë-kayak            | K-2 - 10 000 m (H) | Viktor Kalisch Karl Steinhuber | 42 min 05 s 4 |
| Football               |                    | Autriche Franz Fuchsberger Max Hofmeister Eduard Kainberger Karl Kainberger Martin Kargl Josef Kitzmüller Anton Krenn Ernst Künz Adolf Laudon Franz Mandl Klement Steinmetz Karl Wahlmüller Walter Werginz |               |
| Handball               |                    | AutricheFranz Bartl Franz Berghammer Franz Bistricky Franz Brunner Johann Houschka Emil Juracka Ferdinand Kiefler Josef Krejci Otto Licha Friedrich Maurer Anton Perwein Siegfried Powolny Siegfried Purner Walter Reisp Alfred Schmalzer Alois Schnabel Ludwig Schuberth Johann Tauscher Jaroslav Volak Leopold Wohlrab Friedrich Wurmböck Johann Zehetner |               |

## Médailles de bronze
| Sport                   | Discipline          | Sportifs                     | Performance   |
| Médailles de bronze : 3 |                     |                              |               |
| Canoë-kayak             | C-2 - 10 000 m (H)  | Rupert Weinstabl Karl Proisl | 51 min 28 s 0 |
| Équitation              | Dressage individuel | Alois Podhajsky sur Nero     | 1721,5 pts    |
| Escrime                 | Fleuret (F)         | Ellen Müller-Preis           | 5 victoires   |

## Sources
- (en) Cet article est partiellement ou en totalité issu de l’article de Wikipédia en anglais intitulé « Austria at the 1936 Summer Olympics » (voir la liste des auteurs).